# North American Soccer League 1969
La North American Soccer League 1969 fu la seconda edizione dell'omonima lega calcistica. Si laurearono campioni i Kansas City Spurs.

## Avvenimenti
Si ebbe la defezione della maggior parte delle squadre che avevano disputato il torneo precedente, lasciando solo cinque squadre iscritte, tutte statunitensi.

## Formula
Ognuna delle cinque squadre giocò un totale di 16 partite, affrontando quattro volte ciascuna avversaria, due volte in casa e due in trasferta. Per la prima e unica volta la squadra campione venne individuata al termine della stagione regolare, senza la disputa di play-off.
Prima del campionato vero e proprio venne disputato un torneo, chiamato NASL International Cup, in cui le squadre statunitensi vennero rappresentate da altrettanti team del Regno Unito, come già accaduto nel 1967 con la USA.
Venivano attribuiti 6 punti per ogni vittoria, 3 punti per ogni pareggio e 1 punto per ogni gol segnato, fino ad un massimo di 3 per ogni incontro.

## Squadre partecipanti
| Club            | Stagione | Città       | Stadio                 | Stagione precedente           |
| --------------- | -------- | ----------- | ---------------------- | ----------------------------- |
| Atlanta Chiefs  | dettagli | Atlanta     | Atlanta Stadium        | Vincitore                     |
| Baltimore Bays  | dettagli | Baltimora   | Memorial Stadium       | 4º posto in Atlantic Division |
| Dallas Tornado  | dettagli | Dallas      | Cotton Bowl            | 4º posto in Gulf Division     |
| K.C. Spurs      | dettagli | Kansas City | Municipal Stadium      | 1º posto in Gulf Division     |
| St. Louis Stars | dettagli | Saint Louis | Busch Memorial Stadium | 3º posto in Gulf Division     |

## Classifica
|  | Pos. | Squadra         | Pt  | G  | V  | N | P  | GF | GS |
|  | ---- | --------------- | --- | -- | -- | - | -- | -- | -- |
|  | 1.   | K.C. Spurs      | 110 | 16 | 10 | 4 | 2  | 53 | 28 |
|  | 2.   | Atlanta Chiefs  | 109 | 16 | 11 | 3 | 2  | 46 | 20 |
|  | 3.   | Dallas Tornado  | 82  | 16 | 8  | 2 | 6  | 32 | 31 |
|  | 4.   | St. Louis Stars | 47  | 16 | 3  | 2 | 11 | 24 | 47 |
|  | 5.   | Baltimore Bays  | 42  | 16 | 2  | 1 | 13 | 27 | 56 |